# Karl-Preis-Platz
Karl-Preis-Platz – stacja metra w Monachium, na linii U2. Stacja została otwarta 18 października 1980.